# カルフ (企業)
カルフ（英:Karhu）は、フィンランドのスポーツ用品メーカーである。名前の由来はロゴマークの通り、フィンランド語でクマの意味を表している。

## 歴史

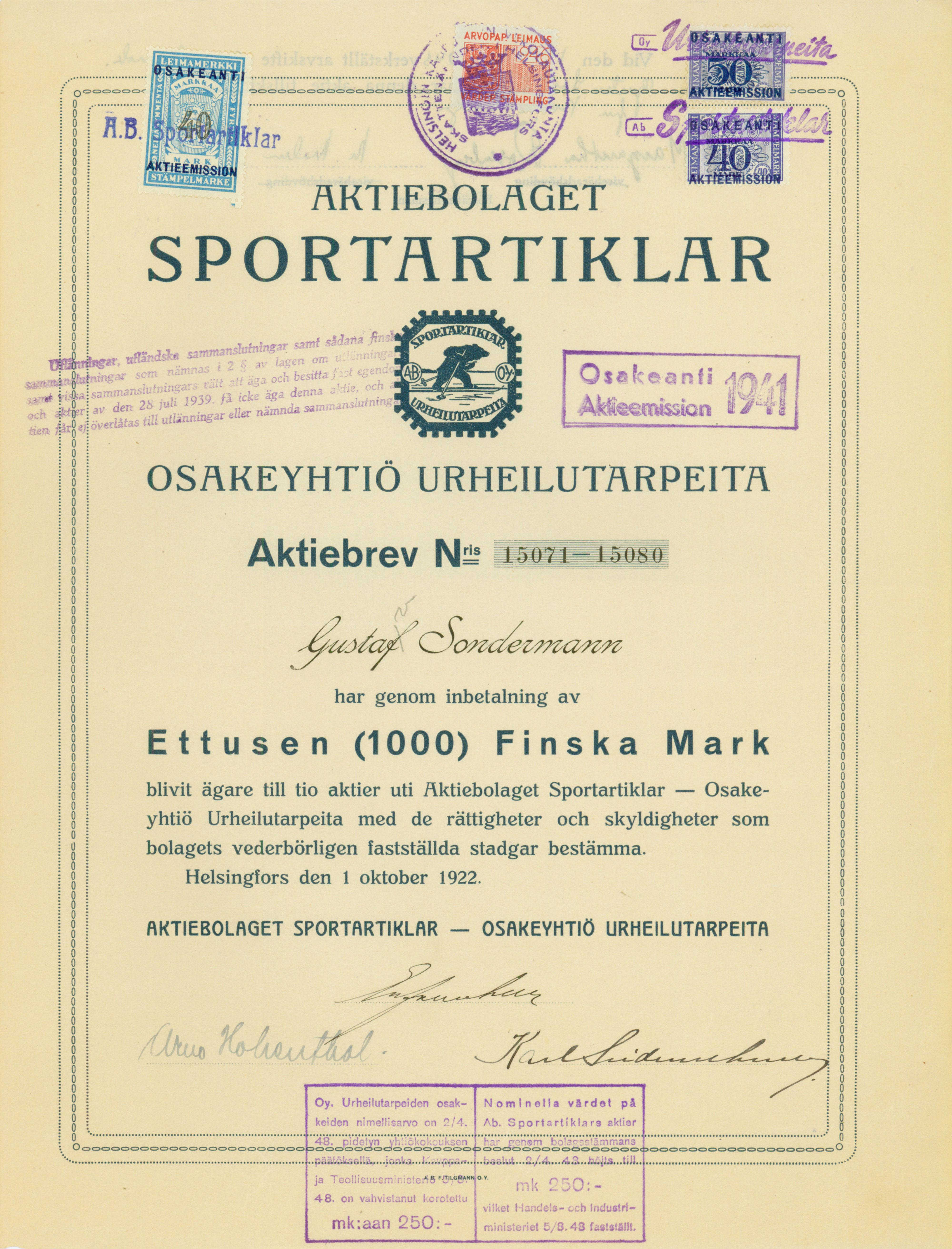
Share of the AB Sportartiklar Oy, issued 1. October 1922

1916年に「AbSportArtiklar」として設立され、その4年後に「Karhu」に改名した。主な製品ラインには、スニーカー、Tシャツ、ジャケットを製造している。過去にはスキー板も製造していた。2008年、同社は「KarhuHoldingBV」に売却された。